# Alfred Cortot
Alfred Denis Cortot (Nyon, 26 de setembro de 1877 — Lausana, 15 de junho de 1962) foi um pianista e maestro francês. É um dos músicos mais populares do século XX, especialmente reconhecido por seu discernimento poético em trabalhos de piano do período romântico, particularmente os de Frédéric Chopin e Robert Schumann.
A 21 de abril de 1932, foi agraciado com o grau de Comendador da Ordem Militar de Sant'Iago da Espada, de Portugal.